# Joseph Gomis (homme politique)
 (octobre 2018).
Si vous disposez d'ouvrages ou d'articles de référence ou si vous connaissez des sites web de qualité traitant du thème abordé ici, merci de compléter l'article en donnant les références utiles à sa vérifiabilité et en les liant à la section « Notes et références ».
Pour les articles homonymes, voir Joseph Gomis.
Joseph François Thiécouta Gomis, né le 15 février 1907 à Gorée et mort en 1984, est un homme politique et un dirigeant sportif sénégalais.

## Biographie
Sorti de l'École normale William-Ponty en 1927 et diplômé de l'École nationale de la France d'outre-mer en 1958, cet enseignant de formation est député de l'assemblée fédérale du Mali de 1959 à 1961 puis député du Sénégal jusqu'en 1968.
Il est élu maire de Dakar au lendemain de l'indépendance, lors des élections municipales de 1961 ; il occupe ce poste jusqu'en 1964.
L'homme a été aussi très actif dans le monde du football où il a été notamment président de la Ligue d'Afrique-Occidentale française de football de 1946 à 1960 et de la Fédération sénégalaise de football de 1961 à 1964.
Il est Commandeur de l'Ordre national du Lion du Sénégal en 1962.
Une rue à Dakar porte son nom.